# Carlo d'Aquino
 (mai 2025).
Pour les articles homonymes, voir Aquino (homonymie).
Carlo d'Aquino est un jésuite et philologue italien, né à Naples le 15 avril 1654 et mort à Rome le 17 mai 1737.

## Biographie
Né à Naples en 1654, il professa la rhétorique à Rome avec beaucoup d’éclat, fut ensuite recteur du collège de Rivoli, et revint à Rome, où il mourut en 1740. Il était membre de l’académie des sciences, et de celle des Arcades.

## Œuvres
Ses ouvrages, écrits en latin, sont estimés, tant par le choix des sujets que par le style et l’érudition qu’il a su y répandre. Les principaux sont :
- trois volumes de poésies, Rome, 1702, parmi lesquelles on remarque un Anacreon recantatus, c’est-à-dire des odes édifiantes que l’auteur a cru devoir opposer, comme antidote, aux odes érotiques d'Anacréon.
- Orationes, Rome, 1704, 2 vol. in-8o, dont le 1er contient des oraisons funèbres, et le 2e, des harangues sur divers sujets.
- Lexicon militare, Rome, 1707, in-fol., réimprimé en 1739. Outre l’explication des termes militaires, on trouve dans ce dictionnaire un grand nombre d’observations qui servent à éclaircir les écrivains anciens et modernes, et de savantes dissertations.
- Une histoire de la guerre de Hongrie, sous le titre de Fragmenta historiæ de bello Hungariæ, Rome, 1726, in-12. L’auteur fut forcé d’abandonner cet ouvrage, faute d’avoir reçu les mémoires qu’on lui avait promis ; il n’en reste que quelques parties où l’on trouve une description géographique de la Hongrie, l’histoire de la nation hongroise jusqu’au règne de Leopold Ier, et le commencement des troubles excités par Imre Thököly.
- Une traduction en vers latins de la Divine Comédie du Dante, Naples, 1728, in-8o.
- Nomenclator Agriculturæ, Rome, 1736, in-4°. C’est un dictionnaire de tous les termes d’agriculture employés par les auteurs latins qui parlent de cette science. Cet ouvrage est terminé par un index méthodique dans lequel tous les termes sont rangés sous vingt classes assez bien déterminées.